# Toise
Toise (francoska izgovorjava: [twaz]; simbol T) je merska enota za dolžino, površino in prostornino, ki izvira iz predrevolucionarne Francije. V Severni Ameriki so ga uporabljali v kolonialnih francoskih ustanovah v zgodnji Novi Franciji, francoski Louisiani (Louisiane), Acadii (Acadie) in Quebecu. Sorodna toesa (portugalska izgovorjava [tuˈezɐ]) se je uporabljala na Portugalskem, v Braziliji in drugih delih portugalskega imperija do sprejetja metričnega sistema.
Ime izhaja iz latinske besede tensa brachia, kar pomeni »iztegnjene roke«.

## Definicija

### Dolžinska enota
- 1 toise je bil v Franciji do leta 1812 razdeljen na 6 čevljev (francosko pieds) ali 72 palcev (pouces) ali 864 črt (lignes).

Leta 1799 je bil meter definiran kot natančno 443,296 lignov ali 13.853⁄27.000 toisejev, z namenom, da mora biti meter enak 1⁄10.000.000 razdalje od pola do ekvatorja. To je imelo za posledico, da je toise približno 1949,03631 mm.
Glede na članek, napisan leta 1866, je bil med merjenjem različnih artefaktov standardne dolžine iz več držav toise izmerjen na 1.949,03632 mm.:180
Že pred letom 1394 je bil standard za pariško toise železna palica, vdelana v steno Grand Châteleta. Toda malo pred letom 1667 se je steber, v katerega je bil vgrajen standard, upognil in popačil standard. Leta 1667 so uradniki izdelali nov standard, vendar so bile pritožbe, da je bil novi standard za približno 0,5 % krajši od prejšnjega. Kljub temu je bil novi standard obvezen. Stari standard se je od takrat imenoval "toise de l'Écritoire".
Od leta 1668 do 1776 je bil francoski standard dolžine Toise of Châtelet, ki je bil določen zunaj Grand Châteleta v Parizu. Leta 1735 sta bila dva geodetska standarda umerjena glede na Toise iz Châteleta. Eden od njih, Toise of Peru, je bil uporabljen za špansko-francosko geodetsko misijo. Leta 1766 je perujska Toise postala uradni standard dolžine v Franciji in se preimenovala v Toise akademije (Toise de l'Académie). Leta 1799, potem ko sta Delambre in Mechain ponovno izmerila pariški poldnevnik (Méridienne de France) med Dunkerkom in Barcelono, je bil meter definiran kot 3 pieds (čevlje) in 11,296 lignes (linije) Toise Akademije. 
- 1 toise je bil v Franciji med letoma 1812 in 1. januarjem 1840 natanko 2 metra (mesures usuelles).
- 1 toise = 1,8 metra v Švici.
- 1 toesa = 6 čevljev (portugalsko: pés) = 1,98 m na Portugalskem.

### Površina
1 toise je bil približno 3799 kvadratnih metrov ali seveda kvadratni francoski toise, kot merilo za zemljišče in zidano površino v Franciji pred 10. decembrom 1799.

### Prostornina
1 toise = 8,0 kubičnih metrov (Haiti iz 20. stoletja)